# Dyggve-Melchior-Clausen-Syndrom
Das Dyggve-Melchior-Clausen-Syndrom (DMC) ist eine sehr seltene Erbkrankheit, die autosomal-rezessiv vererbt wird. Die Patienten leiden an Kleinwuchs und erheblichen Einschränkungen im Gehirnbereich.  Das Syndrom wird als Skelettdysplasie angesehen und der Gruppe der Spondyloepimetaphysären Dysplasien (SEMD) zugerechnet.
Die Erstbeschreibung stammt aus dem Jahre 1962 durch die dänischen Ärzte Holger Dyggve, Johannes C. Melchior und Jørgen Clausen.

## Verbreitung
Die Häufigkeit wird mit unter 1 zu 1.000.000 angegeben, bislang wurde über etwa 100 Betroffene berichtet. Die Vererbung erfolgt autosomal-rezessiv.
Es wurde über eine X-Chromosomal vererbbare Form berichtet, bei der es sich vermutlich jedoch um eine Spondyloepiphysäre Dysplasie Tarda handeln soll.

## Ursache
Der Erkrankung liegen Mutationen im DYM-Gen auf Chromosom 18 Genort q21.1 zugrunde.
Mutationen in diesem Gen finden sich auch bei der Smith-McCort-Dysplasie Typ 1.
DYM ist in den meisten Geweben zu finden und kodiert für Dymeclin, ein Protein, das für die Membranen des Golgi-Apparats benötigt wird.

## Klinische Erscheinungen
Das Syndrom bleibt bei Geburt zunächst unbemerkt, wobei aber das Wachstum mit fortschreitendem Alter abnimmt, bis es im 5. Lebensjahr ganz zum Erliegen kommt. Hinzu kommt eine leichte bis schwere mentale Retardierung und Behinderungen im Körperbau, unter die ein kürzerer Hals, ein hervorspringendes Brustbein, verkürzte Extremitäten, X-Beine oder verbreiterte Hände und Füße fallen können.
Klinische Kriterien sind:
- fortschreitende Wachstumsverzögerung
- kurzer Rumpf
- Mikrozephalie
- Gesichtsdysmorphie mit groben Gesichtszügen

Als Komplikationen treten im Kindesalter Fehlstellungen der Hüftgelenke, Kniegelenke und der Wirbelsäule mit Lendenlordose, Skoliose und Kyphose der Brustwirbelsäule auf.

## Diagnose
Die Diagnose ergibt sich aus den pathognomonischen Befunden in den Röntgenaufnahmen:
- Platyspondylie mit doppelten Wirbelhöckern, im Alter von 3–4 Jahren deutlich erkennbar
- Fehlstellung der Wirbelsäule, Kyphoskoliose
- gewölbter, verdickter Beckenkamm mit spitzzipfliger Kontur
- kleines Becken mit verbreiterter Schambeinfuge
- unregelmäßige Verknöcherung der Hüftköpfe
- epi- und metaphysäre Unregelmäßigkeiten (Dysplasien)

## Differentialdiagnose
Nahe mit dem DMC- ist auch das Smith-McCort-Syndrom verwandt, bei dem das etwa gleiche Krankheitsbild auftritt, bei dem es aber zu keinen geistigen Beeinträchtigungen kommt. Ferner ist die Mukopolysaccharidose Typ IV (Morbus Morquio) abzugrenzen.

## Therapie
Die Behandlung erfolgt interdisziplinär in spezialisierten Zentren.